# Максимовское муниципальное образование (Саратовская область)
Максимовское сельское поселение — муниципальное образование в Базарно-Карабулакском районе Саратовской области России.
Создано в 2005 году. Административный центр — село Максимовка.

## География
Расположено в южной части района.

## Население
| 2010  | 2011  | 2012  | 2013  | 2014  | 2015  | 2016  |
| ----- | ----- | ----- | ----- | ----- | ----- | ----- |
| 2199  | ↘2188 | ↘2097 | ↘1998 | ↘1942 | ↗1948 | ↘1923 |
| 2017  | 2018  | 2019  | 2020  | 2021  |       |       |
| →1923 | ↘1896 | ↘1863 | ↗1865 | ↘1776 |       |       |

## Населённые пункты
В состав сельского поселения входят 5 населённых пунктов:
| № | Населённый пункт | Тип     | Население |
| - | ---------------- | ------- | --------- |
| 1 | Анютино          | село    | 20        |
| 2 | Ключи            | село    | ↘550      |
| 3 | Комсомольский    | посёлок | 96        |
| 4 | Максимовка       | село    | ↘664      |
| 5 | Сухой Карабулак  | село    | ↘869      |